# Palestra

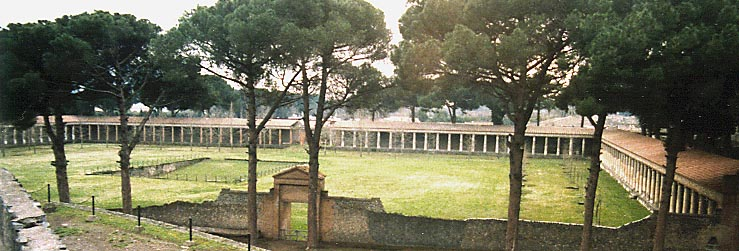
Palestra de Pompeya. El hueco del centro se llenaba de agua y se utilizaba para entrenamiento.

La palestra (en griego παλαίστρα) era la escuela de lucha en la Grecia Antigua. Los eventos que no requerían mucho espacio, tal como la lucha y el boxeo, se practicaban allí. La palestra funcionaba independientemente o como una parte de los gimnasios públicos. Una palestra podía existir sin pertenecer a un gimnasio, pero ningún gimnasio podía existir sin tener una palestra.

## La palestra como centro atlético, cultural y social
La palestra era una característica prominente de la sociedad griega, el significado de la competición atlética –y, por extensión, de la belleza física– traducida a la importancia del edificio en sí mismo. El estatus del evento específico, la lucha, realizado en la palestra se agregó a la importancia del edificio.[cita requerida] 

La lucha era uno de los más antiguos y más extensamente difundidos de los deportes del mundo griego. 
Con el paso del tiempo, el papel de las palestras como espacio educativo y social fue también aumentando. Aunque las palestras continuaron funcionando como escuelas de lucha, también albergaron conferencias y discusiones filosóficas e intelectuales, y este papel educativo asumió gradualmente el control de la función del edificio. Los suelos y paredes de la palestra eran adornados con famosos atletas, dioses y héroes, tales como Apolo, Hércules o Heracles, y Hermes. Eros también fue incluido, para honrar al “dios más antiguo” y a quién gobernó sobre las amistades y relaciones amorosas entre hombres, algo muy fomentado en el ambiente de la palestra. La música era a menudo parte de los entrenamientos y las competiciones.
Como curiosidad, en italiano contemporáneo se mantiene el término "palestra" para referirse a los gimnasios.

## Arquitectura de la palestra

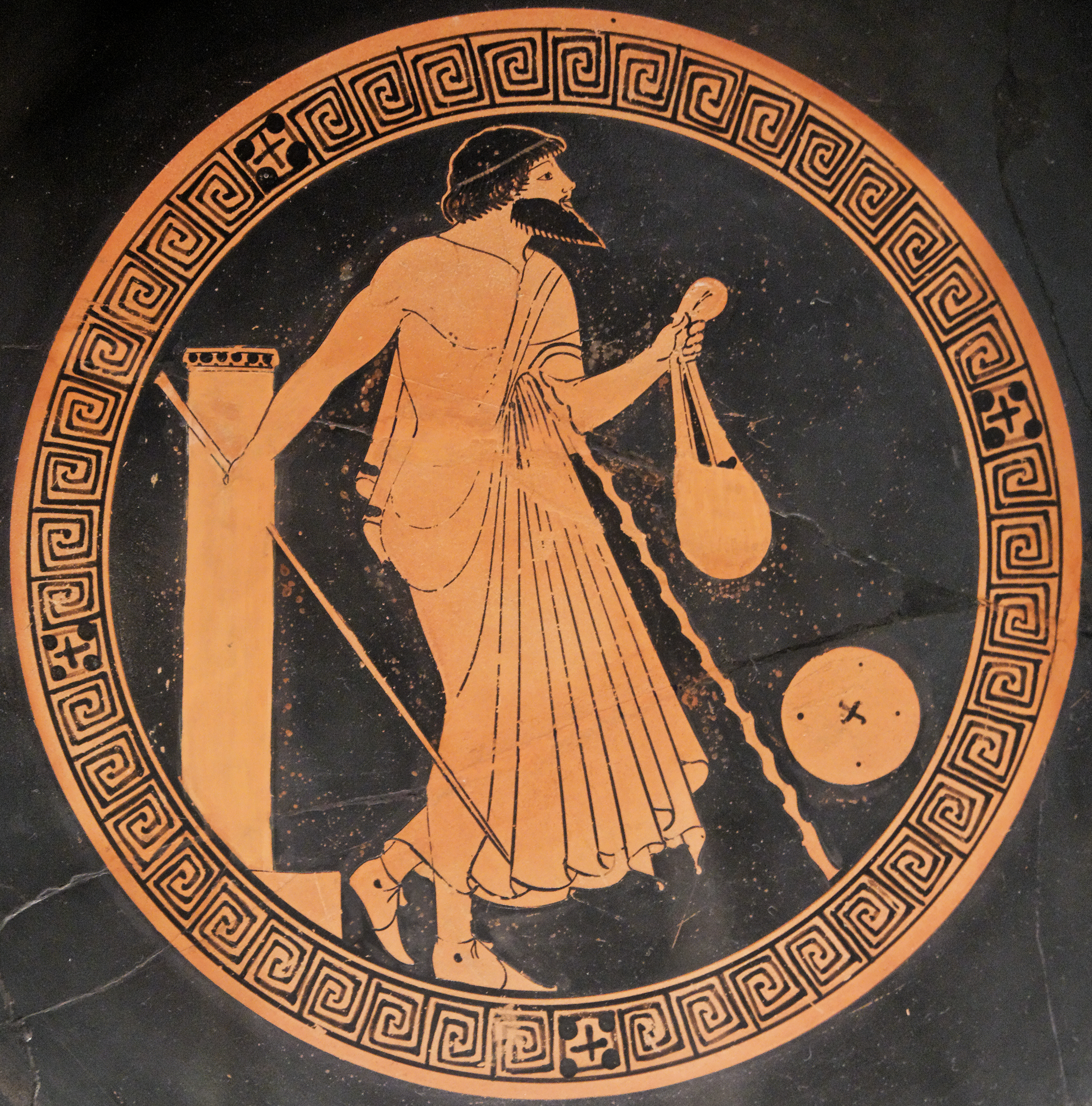
Entrenador griego en la palestra. Tondo de kílix ático de figuras rojas, atribuido al Pintor de Brygos.

La arquitectura de la palestra, aunque permitiendo ligeras variaciones, seguía un determinado plan estándar. La palestra esencialmente consistió en un edificio de planta rectangular construido alrededor de un patio porticado con habitaciones adyacentes. Estos cuartos pudieron albergar una variedad de funciones: baños, juegos de pelota, vestuario y almacenaje de ropas, asentando para socializar, observación, o instrucción, y almacenaje de aceite, polvo o de equipo atlético. Vitruvio, con su libro De Architectura, es una importante fuente antigua sobre este tipo de edificios y proporciona muchos detalles sobre lo que él llama palaistra, a estilo griego. Aunque las especificaciones de sus descripciones no se corresponden siempre con la evidencia arquitectónica, probablemente esto se debe a que escribía alrededor del año 27 a. C., su relato proporciona una visión del diseño general y usos de este tipo de espacios. Como Vitruvio describe, la palestra tenía forma cuadrada o rectangular con columnas a lo largo de sus cuatro lados, creando pórticos. El pórtico del lado norte de la palestra tenía doble profundidad para proteger mejor contra las inclemencias del tiempo. Los pasillos espaciosos (exedrae) eran construidos a lo largo de los lados de profundidad simple de la palestra, con asientos para los que gozaban de búsquedas intelectuales, y el lado de doble de la profundidad estaba divididos en un área para las actividades de los jóvenes (ephebeum), un área para el saco de golpeo (coryceum), un cuarto para la aplicación de polvos (conisterium), un cuarto para los baños fríos, y un almacén para el aceite (elaeothesium). 
Buenos ejemplos de este tipo de edificio se dan en dos de los más importantes sitios griegos: Olimpia y Delfos.
Como parte de la educación griega se exportará a todas sus áreas de influencia cultural, donde se encuentran con frecuencia en Asia Menor y en el Oriente Medio. Forma parte de la concepción griega del hombre realizado, concepto más tarde recuperado por los romanos y sintetizado por Juvenal en su mens sana in corpore sano (mente sana en cuerpo sano). En la arquitectura romana, se solían anexar a las termas. Todavía pueden contemplarse restos de la palestra en las Termas de Caracalla.